# 認可外保育施設
認可外保育施設（にんかがいほいくしせつ）は、児童福祉法上の保育所に該当するが、都道府県知事等の認可を受けていない保育施設であり、認可外保育所と呼ばれる。平成14年から、設置には児童福祉法第59条の2による届出が必要とされる施設である。無認可保育所と呼称されることもある。児童福祉法第24条の改定、2015年4月スタートの子ども・子育て支援新制度によって、保育の場は多様化し、母親にとって選択肢が増えた。
ベビーホテル、保育ルームなど小規模のものの中には、保育中の乳幼児の突然死、SIDS（乳幼児突然死症候群）などの事故を起こしたケースも有り、認可外保育所の保育の質とサービスの向上を進めていくことが期待されている。

## 種類
- 一般の子どもを対象としている「託児室」「無認可保育所」などと呼ばれるもの。

そのなかでも、宿泊保育や深夜保育をしているものを「ベビーホテル」という。
- 会社が従業員のお子さんを対象に設置した「事業所内保育施設」

そのうち、病院が看護師などのお子さんを対象に設置したものは「院内保育所」と呼ばれる。病院によっては、病児の一時保育施設を設けているところもあり、それは病児保育所(保育室)と呼ばれる。定員は、3名程度で、院内保育所と混同しやすいので注意が必要である。
その他にも、イベントの時に臨時に設置されるものや、デパートなどでお客さんのお子さんを対象にしているものなどもある。
- 2015年(平成27年)から設けられた居宅訪問型保育事業（いわゆるベビーシッター業）、2016年(平成28年)に創設された企業主導型保育事業で設置された保育施設も、認可外保育施設に入る。

これらは基本的に個人や会社が自由に設置することができるが、自治体の長がその設置について認可をしていないので、「認可外保育施設」という。

## 検査と指導
2001年10月より認可外保育施設指導監督基準
の適用が開始され、一時預かり保育を含め定員6名以上の施設につき、認可外保育施設指導監督の指針に基づく届出が義務付けられ、立ち入り検査を含む行政機関の検査・指導強化が図られた。これにより、いわゆる無認可保育所にて劣悪な保育環境が存在した温床を取り払う動きが進んでいる。保育定員が5名以下の施設は設備、保育内容の公的基準はない。
利用を希望する場合は施設に申し込むのが一般的である。サービス内容や保育料は原則として施設が自由に設定できる。従来、認可保育所としての基準を満たせない施設とみなされがちであったが、その一方で認可による規制を嫌って認可の水準を満たしながらも認可外保育施設を選択する、また認可保育所と認可外保育施設を併設して幅広いニーズにこたえる、などの形態も見られる。
申込方法
施設に直接申し込む。
保育料等
施設が定める。

## 憲法との関係
1970年、東京都議会では無認可保育所（許可外保育施設）への支出が憲法89条に違反しないかという点で論争となった。美濃部都知事は保育事業は「慈善、教育若しくは博愛の事業」に含まれないとの立場を示したが、当時議会で野党であった自民党側は保育事業は「慈善、教育若しくは博愛の事業」に含まれるとの見解を示したためである。

第八十九条公金その他の公の財産は、宗教上の組織若しくは団体の使用、便益若しくは維持のため、又は公の支配に属しない慈善、教育若しくは博愛の事業に対し、これを支出し、又はその利用に供してはならない。

## 参照
1. ↑  “児童福祉法”. 第5章 雑則. pp. 第59条の2 (2001年3月29日). 2020年1月24日閲覧。
2. ↑  “認可外保育施設とは”.   名古屋市 (2021年11月15日). 2023年10月30日閲覧。
3. ↑  厚生労働省雇用均等・児童家庭局長 通知 雇児発第177号 (2001年3月29日). “"認可外保育施設指導監督基準"” (pdf). 認可外保育施設に対する指導監督の実施について. 2009年2月7日閲覧。[リンク切れ]
4. ↑  無認可保育所への助成 違憲論議で緊張 都議会『朝日新聞』1968年（昭和43年）3月3日朝刊 12版 15面